# Thaïs Blume
Thaïs Thaïs (Barcellona, 19 settembre 1984) è un'attrice spagnola.

## Filmografia parziale

### Cinema
- Luna caliente, regia di Vicente Aranda (2009)
- 88, regia di Jordi Mollà (2012)
- De chica en chica, regia di Sonia Sebastián (2015)

### Televisione
- Sin tetas no hay paraíso - serie TV, 43 episodi (2008-2009)
- Valientes - serie TV, 46 episodi (2010)
- Hispania, la leyenda - serie TV, 11 episodi (2011-2012)
- Imperium - serie TV, 6 episodi (2012)
- Gran Reserva - serie TV, 14 episodi (2011-2013)
- 39+1 - serie TV, 13 episodi (2014)
- Il Principe - Un amore impossibile (El Príncipe) - serie TV, 31 episodi (2014-2016)
- Sabuesos - serie TV, 10 episodi (2018)
- Amar en tiempos revueltos - serie TV, 302 episodi (2016-2019)
- Promesas de arena - serie TV, 4 episodi (2019)
- Historias de Alcafrán - serie TV, 5 episodi (2020)
- Servir y proteger - serie TV, 77 episodi (2020-2023)